# János Rátkai
János Rátkai, född den 30 maj 1951 i Kunszentmiklós, Ungern, är en ungersk kanotist.
Han tog OS-silver i K-2 1000 meter i samband med de olympiska kanottävlingarna 1972 i München.